# Morten Knutsen
Morten Knutsen (Arendal, 27 novembre 1977) è un allenatore di calcio e calciatore norvegese, centrocampista del Trauma.

## Carriera

### Giocatore

#### Club
Knutsen iniziò a giocare a calcio nel Grane, per poi passare al club più importante della regione, lo Start. Nel 2000, firmò per il Rosenborg. Debuttò in squadra il 9 aprile, sostituendo Frode Johnsen nel successo per 2-0 sullo Stabæk. Ebbe uno spazio importante nella sua prima stagione, spazio che però diminuì l'anno seguente. Così, nel 2002, tornò allo Start con la formula del prestito. Nel 2003 tornò al Rosenborg, giocando soltanto 2 partite. Catturò poi l'interesse dell'Odd Grenland, accordandosi con questa squadra a parametro zero.
Debuttò per il nuovo club il 12 aprile 2004, nel successo per 2-0 sullo Stabæk. Il 12 settembre segnò la prima rete, nel 4-0 inflitto al Lillestrøm. Le stagioni successive furono tormentate dagli infortuni. Nel 2006 Knutsen non giocò alcun match nella prima squadra dell'Odd Grenland.
A febbraio 2007 annunciò il ritiro, ma a marzo dello stesso anno firmò un contratto a gettone con lo FK Arendal. Quasi immediatamente, però, subì un grave infortunio al ginocchio, che gli fece saltare il resto della stagione.
Nel 2008 giocò per il Trauma.
Nel 2011 tornò a giocare per l'Arendal Fotball, società costituitasi dopo il fallimento del Fotballklubben Arendal, ricoprendo anche la carica di allenatore.

### Allenatore
Nel 2008 fu allenatore delle giovanili del Trauma, oltre che calciatore della prima squadra. L'anno seguente fu nominato allenatore della formazione titolare.
Nel 2011 passò all'Arendal come allenatore-giocatore.